# Arrondissement Castellane
Arrondissement Castellane je francouzský arrondissement ležící v departementu Alpes-de-Haute-Provence v regionu Provence-Alpes-Côte d'Azur. Člení se dále na 5 kantonů a 32 obcí.

## Kantony
- Allos-Colmars
- Annot
- Castellane
- Entrevaux
- Saint-André-les-Alpes